# Raja cortezensis
Raja cortezensis és una espècie de peix de la família dels raids i de l'ordre dels raïformes.

## Morfologia
- Els mascles poden assolir 35,8 cm de longitud total.[5][6]

## Reproducció
És ovípar.

## Hàbitat
És un peix marí, de clima subtropical (28°N-25°N) i demersal que viu fins als 80 m de fondària.

## Distribució geogràfica
Es troba a l'oceà Pacífic oriental: és un endemisme del Golf de Califòrnia.

## Observacions
És inofensiu per als humans.